# قرية شهيد سالاري (جهاد أباد كرمان)
قریة شهید سالاري (بالفارسية: روستای شهید سالاری) هي منطقة سكنية تقع في إيران في البلدة المركزية. يقدر عدد سكانها بـ 1,624 نسمة .